# Regres społeczny
Regres społeczny – proces społeczny, którego wynikiem są trwałe zmiany polegające na przekształcaniu się stanu społecznego. Regres społeczny jest przeciwieństwem postępu społecznego, czyli przechodzenia od lepszego do gorszego stanu jakości życia członków społeczeństwa. Pojęcie to oznacza zatem taki rozwój społeczeństwa, który charakteryzuje się: 
- obniżaniem poziomu życia szerokich kręgów ludności,
- osłabieniem więzi i solidarności społecznej,
- antagonizacją i brutalizacją stosunków pomiędzy ludźmi,
- kumulowaniem i zaostrzaniem się kwestii społecznych.

Z regresem społecznym wiąże się termin maldevelopment, czyli rozwój zły, niewłaściwy, wadliwy. Pojęcie to zostało wprowadzone do słownictwa naukowego w latach 70. XX wieku, kiedy miało miejsce natężanie się tego rodzaju negatywnych zjawisk w skali poszczególnych krajów i całych regionów świata. Maldevelopment oznacza takie kierunki zmian, których negatywne konsekwencje dla kondycji ludzkiej coraz wyraźniej górują nad pozytywnymi.